# تشارلز ليندهولم
تشارلز ليندهولم (بالإنجليزية: Charles Lindholm)‏ هو عالم إنسان أمريكي، ولد في 1946.